# Жестовый язык Кафр-Касема
Жестовый язык Кафр-Касема — деревенский жестовый язык, который используется в городе Кафр-Касем, расположенном в Центральном округе Израиля.
По рассказам жителей города, история глухого сообщества в Кафр-Касеме ведёт отсчёт с начала XX века, когда приезжая неслышащая женщина вышла замуж за слышащего жителя города. В их семье родилось несколько глухих детей. В 1920-х — 1940-х годах из 1800 жителей Кафр-Касема 12 имели проблемы со слухом. В связи с ростом населения увеличилось и число неслышащих людей: в 1980-х годах их было 31. В 2010-х годах в Кафр-Касеме проживало 23 тысячи человек, из них около 100 имели нарушения слуха.
Относительно высокая доля глухих жителей в поселении привела к зарождению жестового языка. В 2014 году старейшим носителем языка была восьмидесятилетняя женщина, которая утверждала, что некоторые её дяди и тёти тоже были глухими. Оценки возраста языка несколько разнятся: от 85 лет (данные 2013 года) до ста лет (данные 2014 года), то есть время его зарождения — приблизительно 1910-е или 1920-е годы.
В настоящее время язык находится под угрозой исчезновения. В 1979 году в связи с ростом числа неслышащих детей в местной школе открылся класс для учеников с нарушениями слуха. Спустя шесть лет в штате школы появился учитель, который внедрял израильский жестовый язык в образовательный процесс. Кроме того, с 1993 года благодаря израильской системе здравоохранения около 30 детей получили кохлеарные имплантаты и перестали пользоваться жестовым языком. В начале XXI века в Кафр-Касеме проживали сто человек с нарушениями слуха, но местным жестовым языком пользовались всего 20 человек. Большинство молодых людей общаются между собой на израильском жестовом языке, прибегая к жестовому языку Кафр-Касема только для коммуникации со своими монолингвальными старшими родственниками. Хотя жестовым языком владеют также слышащие супруги, братья, сёстры, дети и соседи глухих людей, уровень распространённости жестового языка среди людей без нарушения слуха ниже, чем во многих других сообществах деревенских жестовых языков: общее число владеющих единственным жестовым языком — кафр-касемским — составляло 40—50 человек.
Как и большинство других деревенских жестовых языков, язык Кафр-Касема формировался независимо от других языков Израиля: он не приходится родственником ни израильскому жестовому языку, ни ас-сайидскому жестовому языку. В настоящее время язык развивается. Исследования показывают, что в жестовой речи молодых людей в позиции определения после существительного могут использоваться другие предикаты:
[WOMAN] [[MAN SIT] [EYE ∧ LOOK-AT]]
Женщина смотрит на сидящего мужчину
Предполагается, что в дальнейшем это может привести к формированию придаточных предложений в языке. Большое влияние на жестовый язык Кафр-Кассема оказывает израильский жестовый язык, в частности, молодые носители заимствуют из него отдельные жесты.
Доминирующим порядком слов в предложении жестового языка Кафр-Касема является SOV.